# Mad Curry
Mad Curry is een Belgische muziekgroep die Jazz Prog Rock maakt. Dit muziekgenre is een combinatie van jazz, rock en progressieve muziek.

## Historiek
Mad Curry ontstond tijdens aantal jamsessies in Leuven in 1970. De groep kreeg al snel veel aandacht van de media. Ook hielp het dat ze dezelfde manager hadden als Irish Coffee en The Pebbles: Louis Devries. In 1971 verscheen er een album en single. Het album heeft een openklapbare hoes.
Ondanks de media-aandacht was er een gebrek aan optredens en daardoor ging de band al na iets meer dan 1 jaar uit elkaar. De leden gingen hun eigen kant op. Viona Westra bleef zingen en deed daarnaast radio- en televisiewerk. Jean Vandooren en Eddy Verdonck speelden samen met Raymond Van Het Groenewoud in zijn band Louisette, Kris De Bruyne, Kat’s Ollers en Indigo Ratz en anno 2006 Red Rooster. Danny Rousseau schrijft muziek, onder meer voor Nicole & Hugo. Giorgio Chitchenko speelde onder meer met de bands Dream Express, Shampoo en Zita Swoon.
In het begin van 2006 kregen de leden van de band zin in een reünie nadat Mad Curry-liefhebber en beeldhouwer Permentier Herman alle leden had opgespoord voor een interview om een webstek over Mad Curry op te starten. De reünie kwam er en daardoor ook weer de media-aandacht.

## Discografie[3]

### Album
- Mad Curry (1971)

### Single
- Antwerp (1971)